# Landschaftsschutzgebiet Schwaghofbachtal

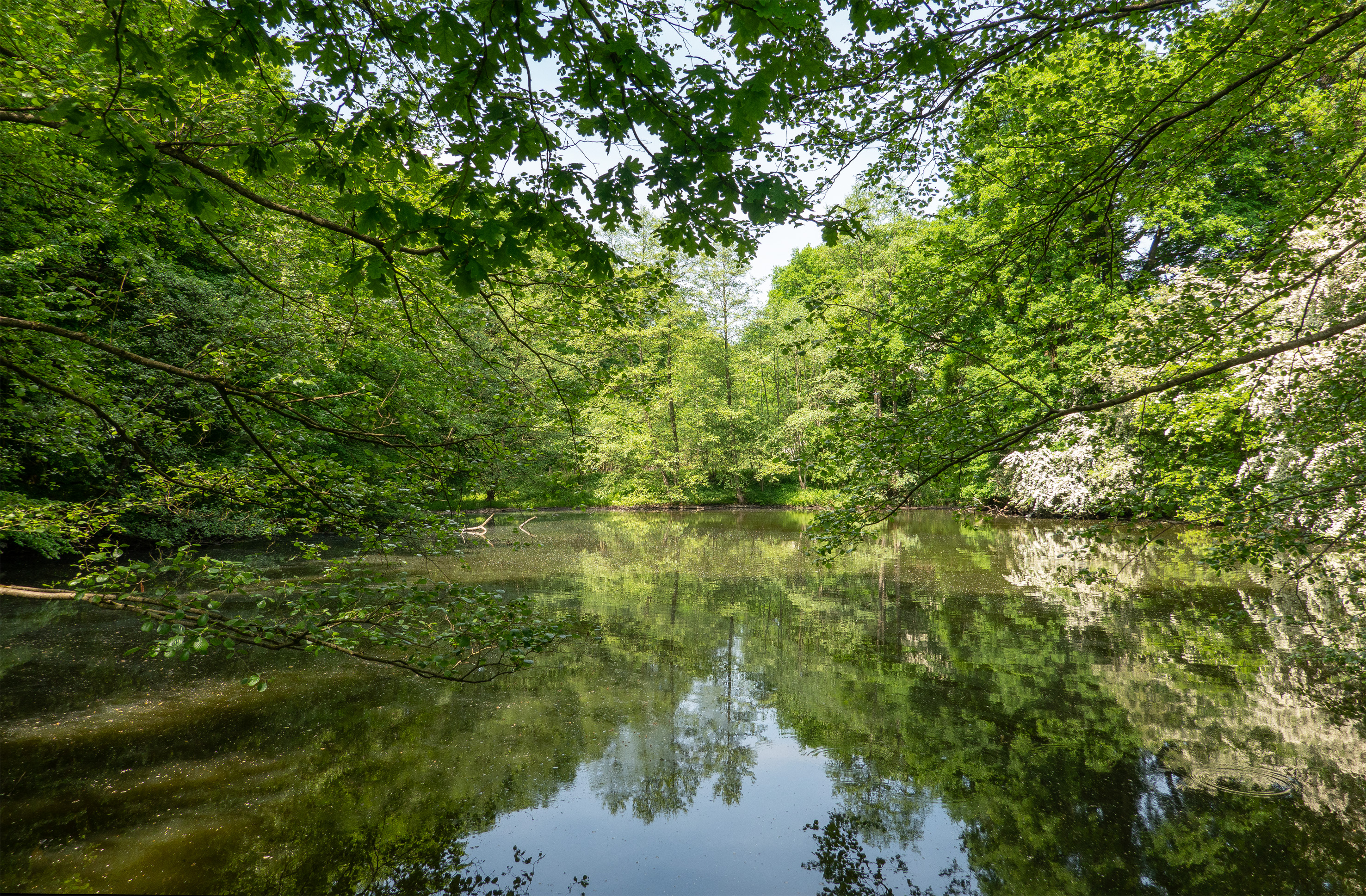
Teich im Schwaghofbachtal

Das Gebiet „Schwaghofbachtal“ ist ein seit 2005 durch den Kreis Lippe als unterste Naturschutzbehörde ausgewiesenes Landschaftsschutzgebiet (LSG-Nummer 3818-0009) im Nordwesten der lippischen Stadt Bad Salzuflen in Nordrhein-Westfalen in Deutschland.

## Lage
Das rund 15 Hektar große Landschaftsschutzgebiet Schwaghofbachtal gehört naturräumlich zum Lipper Bergland. Es erstreckt sich am Rand des Bad Salzufler Stadtforsts entlang des Schwaghofbachs zwischen dem Forsthausweg im Westen, dem Schwaghof im Norden, dem zum Schwaghof gehörenden Golfplatz im Osten, der Exterschen Straße (Landesstraße 772) im Süden sowie auf einer Höhe zwischen rund 90 und 140 m ü. NHN.

## Beschreibung
Das Schutzgebiet wird als naturnaher Bereich entlang des Schwaghofbachs mit Feuchtgebiet, Feuchtwiesen, Quellen, Teichen, Waldbereich und Waldrandzone beschrieben.
Der Schwaghofbach mündet weniger Meter nach Unterquerung der Exterschen Straße im Salzufler Landschaftsgarten in die Salze.

## Schutzzweck
Wesentlicher Schutzzweck ist die „Erhaltung eines Bachlaufs mit ihn umgebenden Hainsimsen-Buchenwaldkoplex, Erlen-Eschenwald und zusammenhängendem Feuchtgebiet als wichtiges Verbindungselement zwischen Obernberg und Salzetal.“

## Zusammenhang mit anderen Schutzgebieten
Das Landschaftsschutzgebiet ist Teil des Naturschutzgebiets „Stadtwald“ (NSG-Nummer LIP–041).